# Vittorio Fainelli
Vittorio Fainelli (* 13. August 1888 in Pescantina; † 10. November 1968 in Verona) war ein italienischer Bibliothekar und Historiker.

## Leben
Nach dem Besuch des humanistischen Gymnasiums in Verona arbeitete er von 1907 bis 1913 als Hilfsarbeiter an der Biblioteca civica, der Stadtbibliothek von Verona, und am Stadtarchiv von Verona und publizierte erste Arbeiten zur Lokalgeschichte. Dazu studierte er bis zur Laurea 1913 an der Universität Padua und absolvierte dann auch den Spezialisierungskurs in Paläographie. Anschließend arbeitete er, unterbrochen von der Teilnahme am Ersten Weltkrieg, von 1914 bis 1921 im höheren Schuldienst in Stradella, Padua und Rom. 1921 wurde Direktor der Stadtbibliothek von Verona und blieb dies bis zu seiner Pensionierung Anfang 1958.

## Veröffentlichungen (Auswahl)
- Intorno alle origini dei comuni rurali veronesi. Venedig 1913.
- Codice Diplomatico Veronese. Dalla caduta dell’impero romano alla fine del periodo carolingio. 2 Bände, Venedig 1940–1963.
- Storia degli ospedali di Verona dai tempi di San Zeno ai giorni nostri. Verona 1962.